# 말버러 공작부인 사라 처칠
말버러 공작부인 사라 처칠(이전 성은 제닝스, 영어: Sarah Churchill, 1660년 6월 5일 ~ 1744년 10월 18일)은 앤 여왕과의 친분으로 당시 가장 영향력 있던 여성들 중 한 명으로 꼽힌다. 사라와 앤 공주 사이의 친분과 영향력은 대중적으로 널리 알려져 있었고, 당시 유명한 대중인사들은 자신들의 요구를 충족시키기 위해 사라에게 관심을 가졌다. 그 결과 앤이 여왕이 되었을 때에는 사라의 정부에 대한 지식과 여왕과의 친밀감이 그녀를 강력한 친구이자 위험한 적으로 만들었다.
사라는 제1대 말버러 공작 존 처칠과 결혼해 40년 동안 이 관계를 유지했다. 사라는 앤 공주의 아버지였던 제임스 2세가 명예혁명 기간 동안 퇴출되었을 때 앤의 대리인으로써 활동했다. 이후 윌리엄 3세와 메리 2세가 영국의 공동 왕으로 즉위했을 때 사라는 자신의 이익을 챙겼다. 1702년 윌리엄 3세의 사망 후, 사라와 앤 여왕의 친분 관계 덕택에 말버러 공작과 제1대 고돌핀 백작 시드니 고돌핀은 정부의 수반이 되었다. 말버러 공작이 스페인 왕위계승전쟁으로 인해 해외로 가 있을 당시, 사라는 법조계로부터 말버러 공작이 원하는 요구사항들과 정치적 자문을 받았고, 이를 앤 여왕에게 전달했다. 사라는 휘그당의 입장을 대변해 여러 활동을 벌였고, 블레넘 궁전과 같은 건축 사업에도 시간을 할애하였다.
의지가 강했던 사라는 정치나 법, 또는 교회 임명권 등에 있어서 앤 여왕과 대립할 때마다 관계가 경색되었다. 1711년 앤과 완전히 결별한 이후, 사라와 말버러 공작은 의회로부터 해임되었고, 사라는 앤의 죽음 이후 하노버가 휘하에서 복수를 했다. 사라는 딸 제2대 말버러 여공작 헨리에타, 블레넘 궁의 건축가 존 밴브루, 총리 로버트 월폴, 국왕 조지 2세, 그리고 왕비 카롤리네 폰 브란덴부르크안스바흐와 대립했다. 말버러 공작으로부터 물려받은 실질재산 덕분에 사라는 당시 가장 부유한 여자 중 한 명이었다. 사라는 1744년 84세의 나이로 사망했다.

## 유년기
사라 제닝스는 1660년 6월 5일에 태어났으며 하트퍼드셔주 세인트올번스 홀리웰하우스에서 태어난 것으로 추정된다. 사라의 아버지는 국회의원이었던 리처드 제닝스였고, 어머니는 프랜시스 톤허스트였다. 사라의 친할아버지는 존 제닝스였고, 친할머니는 엄청난 대가족의 일원이었던 앨리스 스펜서였다. 사라의 삼촌 마틴 리스터는 유명한 박물학자였다. 리처드 제닝스는 1663년 시어머니 수잔 리스터의 소유였던 켄트에 있던 부동산의 회수를 위한 협상 중에 찰스 2세의 남동생이자 후일 제임스 2세가 되는 요크 공작 제임스와 만났다. 제임스의 첫인상은 호의적이었고, 1664년 사라의 언니 프랜시스는 요크 공작부인 앤 하이드의 명예가정부가 되었다.
프랜시스가 가톨릭 신도와 결혼했기 때문에 제임스는 프랜시스에게 직책을 포기하라고 강요했지만, 제임스는 프랜시스의 가족을 잊지 않았다. 1673년 사라는 제임스의 두번째 부인인 모데나의 메리의 명예가정부로써 입궁했다.
사라는 1675년경부터 어린 앤 공주와 친해졌고, 둘이 성장할수록 우정은 깊어졌다. 1675년, 사라가 아직 15살이었을 때 사라는 자신보다 10살 더 많은 존 처칠과 만나 사랑에 빠졌다. 찰스 2세의 정부 바바라 팔머의 연인이었던 처칠은 그의 사유지들에 빚이 많았기 때문에 재정적으로 지원할 수 있는 게 거의 없었다. 사라는 제임스 2세의 부유한 정부이자 가족의 재산을 회복하는 것을 고민하는 처칠의 아버지 윈스턴 처칠이 선택한 캐서린 세들리와 경쟁 관계였다. 존은 프랑스로 떠난 클리블랜드 공작부인을 대신하여 사라가 정부가 되기를 바랐을 지도 모르지만, 사라가 존에게 보낸 편지들 중 남아있는 것들은 사라가 그런 역할을 맡지 않기를 원했다는 것을 보여준다.

### 결혼

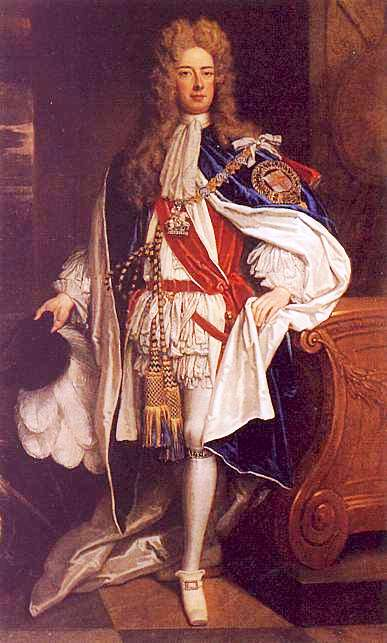
갓프리 넬러가 1704년 경 그린 가터 기사단의 끈을 두른 제1대 말버러 공작 존 처칠

1677년 사라의 오빠인 랄프가 죽었고, 사라와 여동생 프랜시스는 하트포드셔와 켄트에 있는 제닝스가의 부동산을 공동으로 맡게 되었다. 이 무렵 존은 캐서린 세들리 대신 사라를 선택했지만 사라와 존의 가족 모두 결혼을 반대했기 때문에 사라와 존은 1677년 겨울 비밀리에 결혼했다.
존과 사라는 둘 다 개신교도였지만, 궁정은 정치적 입장에 영향을 줄 수 있는 가톨릭 신자가 많았다. 정확한 날짜가 기록되어 있지 않지만, 사라는 요크 공작부인과 자신의 친구들 몇몇에게만 결혼 사실을 알렸고, 이 덕분에 사라는 궁정에서 명예가정부 직위를 유지할 수 있었다.
사라가 임신을 했을 때, 그녀의 결혼은 1678년 10월 1일 공표되었고, 사라 자신은 자신의 첫째 아이인 해리엇을 낳기 위해 궁정에서 은퇴했다. 그러나 사라는 아이를 사산했다. 요크 공작이 가톨릭교도 계획으로 인해 스코틀랜드로 스스로 망명했을 때, 존과 사라가 그를 따라갔고, 찰스 2세는 존을 스코틀랜드 아이머스 남작 처칠에 봉함으로써 존의 충성에 보답했다. 사라는 이에 따라 처칠 부인이 되었다. 요크 공작은 종교적 긴장이 완화되자 잉글랜드로 돌아왔으며, 사라는 1683년 앤이 결혼하자 앤의 궁녀가 되었다.

### 제임스 2세 통치기
제임스 2세의 재위 기간 초기는 비교적 성공적인 편이었다. 가톨릭 군주였던 제임스 2세가 열렬한 개신교도 국가이자 반가톨릭 국가에 대한 지배권을 주장하리라고 예상하지 않았다. 덧붙여 제임스 2세의 딸과 왕위계승자는 모두 개신교도였다. 하지만 제임스 2세가 국교를 바꾸려고 시도하자, 제임스 2세와 그 정부에 대한 대중의 불만이 퍼져 나갔다. 1688년 8월 10일 왕비 메리가 로마 가톨릭교도 아들이자 왕위 계승자인 제임스 프랜시스 에드워드를 낳았을 때, 대중의 불만은 더욱 고조되었다. 이모털 세븐이라 알려진 정치인들은 제임스 2세의 개신교도 딸이었던 메리의 남편 오라녜 공작 빌럼에게 잉글랜드를 침공해 제임스를 권력에서 제거할 것을 주장했는데, 이러한 계획은 빠르게 대중이 알게 되었다. 제임스는 여전히 영향력이 있었고, 처칠 부인과 앤 공주를 앤이 사는 화이트홀 궁전의 콕핏인코트에 가택연금시켰다. 하지만 사라는 회고록에서 탈출이 그다지 어렵지 않았다고 밝혔다.
공주는 의심을 피하기 위해 평소처럼 잠자리에 들었어요. 저는 곧 그녀에게 왔고, 뒷계단을 통해 옷장에서 내려가 공주와 피츠하딩 부인, 그리고 저는 하인과 함께 코치로 걸어갔고 대주교와 도르셋 공작을 만났어요. 그 날 밤 그들은 저희들을 도시에 있는 대주교 집으로 안내했고, 다음날에는 도르셋 공작의 코프트 홀로 안내했죠. 그곳에서 우리는 노스햄프턴 백작의 집으로 갔고, 그 다음에는 공주에 대해 사람들이 모여있는 노팅엄으로 갔어요. 공주도 오라녜 공의 친구들에게 둘러싸였다는 것을 보기 전까지 자신이 안전하다고 생각하지 않았습니다.

이 기록에서 사라는 앤 공주의 안전을 위해 도주를 격려한 것처럼 묵시하고 있지만, 사실상 사라 자신과 남편 존을 보호했다고 보는 것이 맞다. 제임스 2세가 오라녜 공을 저투에서 패배시켰다면, 제임스는 존 처칠과 사라를 수감하고 처형했을 수도 있었다. 하지만 제임스 2세는 1688년 12월 프랑스 왕국으로 피신했고, 빌럼은 제임스 2세의 뒤를 이어 왕이 되었다.